# Grenat d'yttrium et d'aluminium

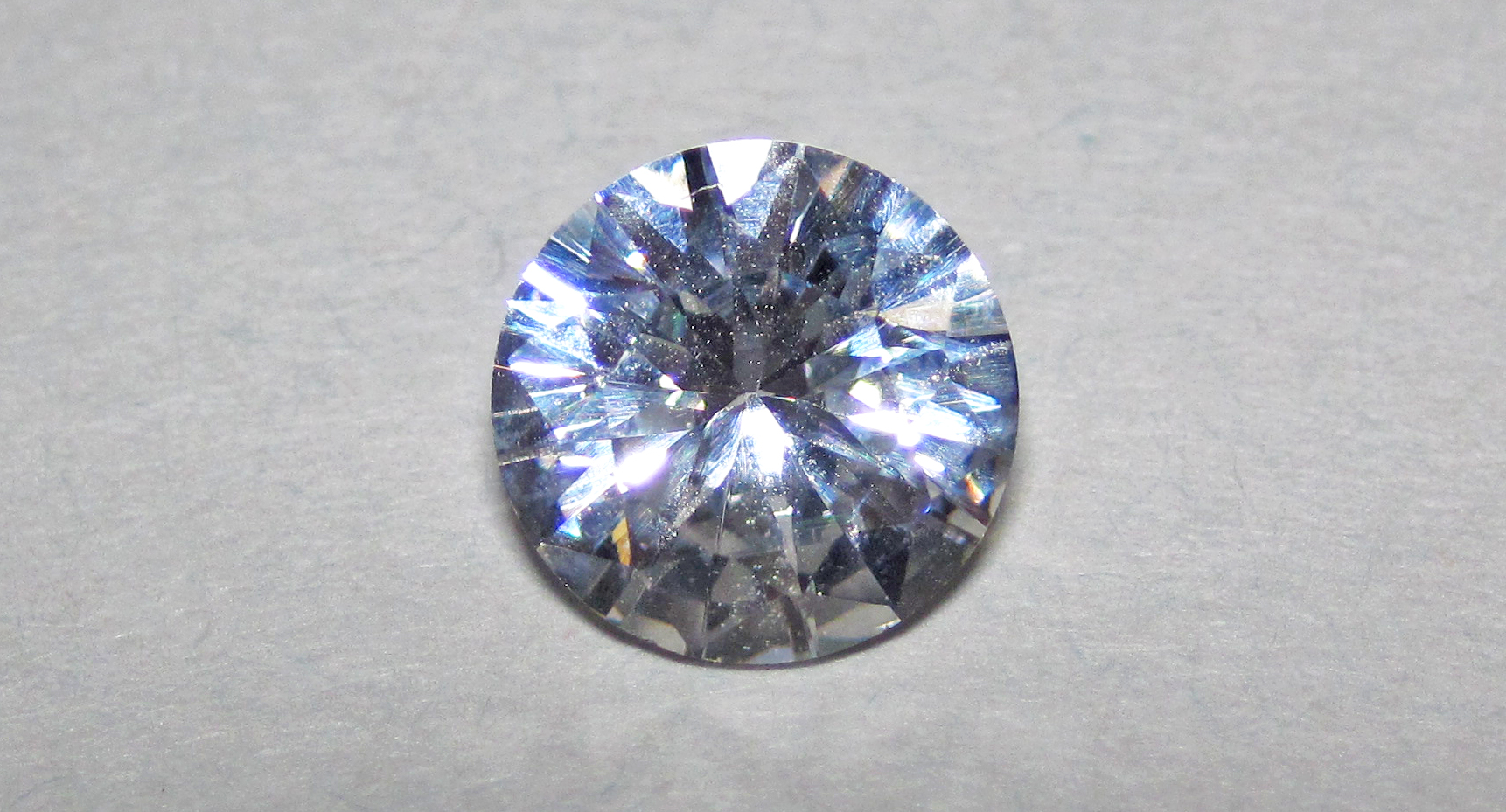
Grenat d'yttrium et d'aluminium

Le grenat d'yttrium et d'aluminium, cristal YIG ou YAG pour Yttrium Aluminium Garnet, est un solide cristallin de formule Y3Al2(AlO4)3, c'est-à-dire Y3Al5O12. C'est l'une des trois structures cristallines de l'oxyde mixte d'yttrium et d'aluminium, les deux autres étant la structure monoclinique d'yttrium et d'aluminium (YAM, Y4Al2O9) et le pérovskite d'yttrium et aluminium (YAP, YAlO3). Sa structure cristalline est semblable à celle du grenat de fer et d'yttrium Y3Fe2(FeO4)3, généralement appelé YIG pour Yttrium Iron Garnet. Il est produit essentiellement par procédé de Czochralski, qui permet de faire croître des monocristaux pouvant atteindre 10 cm de diamètre et 30 cm de long.
Le YAG est essentiellement utilisé dans la fabrication des lasers dits « lasers YAG », dont il constitue le milieu amplificateur. Il n'est jamais utilisé pur mais toujours dopé avec des ions appropriés qui permettent l'inversion de population par pompage optique. C'est par exemple le cas de terres rares comme le néodyme et l'erbium, qui permettent de réaliser des lasers à l'état solide notés respectivement Nd-YAG et Er-YAG, tandis que le YAG dopé au cérium (noté Ce:YAG) est utilisé comme matériau phosphorescent pour tubes cathodiques, pour réaliser des diodes électroluminescentes blanches, ainsi que des scintillateurs pour microscopes électroniques à balayage (MEB) dans lesquels ils permettent de générer des images à faible bruit. 
Découvertes en 1973, les propriétés optiques du YAG en font une matrice idéale pour un milieu amplificateur, d'autant qu'il est facile à faire croître en cylindres de quelques centimètres de diamètre. Il est souvent dopé au néodyme (le cristal résultant est rose), parfois au fer (le cristal est alors violet). Le laser Nd:YAG est l'un des lasers à l'état solide les plus répandus dans le monde, avec un large spectre d'émission, centré dans le proche infrarouge (longueur d'onde d'émission laser : 1 064 nm).